# Milenko Topić
Milenko Topić, né le 6 mars 1969, est un joueur puis entraîneur serbe de basket-ball. En tant que joueur, il évolue au poste d'ailier fort.

## Biographie
En 2017, Tepić est nommé entraîneur adjoint de Dušan Alimpijević à l'Étoile rouge de Belgrade. Quand Alimpijević est limogé en mai 2018, Tepić devient, à titre intérimaire, entraîneur de l'équipe qui remporte le championnat. En juillet 2018, il est remplacé par Milan Tomić.
Son fils, Nikola, né en 2005, est l'un des meilleurs joueurs de sa génération.

## Club
- 1991-1994 :  Profikolor Banatsko Novo Selo
- 1995-1997 :  BFC Beocin
- 1997-1999 :  Étoile rouge de Belgrade
- 1999-2001 :  KK Budućnost Podgorica
- 2001-2002 :  Mens Sana Basket
- 2002-2003 :  Hemofarm Vršac
- 2003-2004 :  Olimpia Milan
- 2004-2007 :  Hemofarm Vršac
- 2007-2008 :  AGO Réthymnon

## Palmarès

### Club
- Vainqueur de la Coupe Saporta 2002
- Champion de Yougoslavie  en 1998, 2000 et 2001
- Vainqueur de la Coupe de Yougoslavie 2001
- Vainqueur du Championnat de Serbie 2018

### Sélection nationale
Jeux olympiques d'été
- Médaille de bronze des Jeux olympiques de 1996 à Atlanta, États-Unis

Championnat du monde
- Médaille d'or des Championnats du monde 1998, Grèce

Championnats d'Europe
- Médaille d'or des Championnats d'Europe 1997 à Barcelone, Espagne
- Médaille de bronze des Championnats d'Europe 1999, France

### Distinction personnelle
- All Star de Yougoslavie en 1998 et 2000
- MVP de la Ligue de Yougoslavie en 2000